# کریم‌آباد (بردسیر)
کریم‌آباد، روستایی از توابع بخش مرکزی شهرستان بردسیر در استان کرمان ایران است.

## جمعیت
این روستا در دهستان کوه‌پنج قرار دارد و براساس سرشماری مرکز آمار ایران در سال ۱۳۹۵، سکنه آن کمتر از ۳ خانوار بوده‌است.